# Susanne Becher
Susanne Becher (* 1970 in Mannheim, Baden-Württemberg) ist eine frühere deutsche Eiskunstläuferin. 

## Biografie
Für den Mannheimer ERC startete sie zunächst als Paarläuferin mit Stefan Pfrengle. 1984 wechselte sie zum Einzellauf, wo sie dreimal in Folge Junioren-Vizeweltmeisterin wurde. Ihre Trainer waren Günter Zöller und Ondrej Nepela.

## Erfolge/Ergebnisse

### Einzellauf

#### Weltmeisterschaften
- 1986 – 15. Rang – Genf
- 1987 – 12. Rang – Cincinnati

#### Juniorenweltmeisterschaften
- 1985 – 2. Rang – Colorado Springs
- 1986 – 2. Rang – Sarajevo
- 1987 – 2. Rang – Kitchener

#### Europameisterschaften
- 1986 – 10. Rang – Kopenhagen
- 1987 – 5. Rang – Sarajevo

#### Deutsche Meisterschaften
- 1986 – 3. Rang
- 1987 – 2. Rang

### Paarlauf
mit Stefan Pfrengle

#### Deutsche Meisterschaften
- 1984 – 2. Rang

| Personendaten    | Personendaten               |
| ---------------- | --------------------------- |
| NAME             | Becher, Susanne             |
| KURZBESCHREIBUNG | deutsche Eiskunstläuferin   |
| GEBURTSDATUM     | 1970                        |
| GEBURTSORT       | Mannheim, Baden-Württemberg |